# Drève Louisa Chaudoir
La drève Louisa Chaudoir est un clos bruxellois de la commune d'Auderghem situé avenue des Mésanges sur une longueur de 120 mètres. La numérotation des habitations va de 1 à 15 pour le côté impair et de 4 à 16 pour le côté pair.

## Historique et description
La voie reçut le nom de « drève Bergère » (« Minnedreef ») le 20 avril 1928.
En mémoire de cette dame qui mourut pour la patrie, le collège échevinal décida le 11 novembre 1946 de changer le nom Bergère en « drève Louisa Chaudoir ».

### Origine du nom
La rentière Isabelle, Ghislaine, Maria, Louisa de Marotte de Montigny, veuve de Charles Chaudoir, vint habiter au no 7, en janvier 1935. Pendant la Seconde Guerre mondiale, elle fit partie des groupes de résistance Comète et Clarence. Elle travaillait avec les services de renseignements et cachait aussi des aviateurs alliés. Elle fut capturée le 14 février 1943 avec sa servante et toutes deux furent déportées par les Allemands.

## Inventaire régional des biens remarquables
- Premier permis de bâtir délivré le 23 septembre 1921 pour le no 16.